# Habitatge a la rambla de Sant Just, 30
L'Habitatge a la rambla de Sant Just, 30 és una obra de Sant Just Desvern (Baix Llobregat) inclosa a l'Inventari del Patrimoni Arquitectònic de Catalunya.

## Descripció
Es tracta d'un habitatge unifamiliar construït en una de les zones més privilegiades de Sant Just Desvern, on dominen les construccions baixes i aïllades, molt a prop del denominat Parador, lloc d'arribada i de partença del transport públic de la vila. L'habitatge és en cantonera de planta baixa, pis i amb una torratxa prismàtica en un dels costats que dona lloc a una planta més, a manera de golfes. Està precedida d'una petita zona de jardí que la privatitza del pas de vianants. Aquesta zona conserva en la composició una clara simetria amb la porta d'accés en arc de mig punt centralitzada, a banda i banda, finestres amb sobrefinestres que tot i ser allindades recreen visualment la forma corbada. En la planta pis destaca el balcó amb brèndoles de ferro central i en la imposta figura inscrita la data "1923". La coberta és en teules àrabs amb una cornisa que recorda la solució de les edificacions vernaculars. Tot el parament està estucat i restaurat recentment.